# Пітер де Молейн
Пітер де Молейн (нід. Pieter de Molijn, 6 квітня 1595, Лондон, Велика Британія — 23 березня 1661, Гарлем, Нідерланди) — нідерландський художник-пейзажист і гравер Золотої доби голландського живопису.

## Життєпис
Народився в Англії, проте жив і активно творив в Гарлемі (Нідерланди). Історія не зберегла даних про його навчання, ймовірно, подорожував по Італії, але вже в 1616 його ім'я згадується як майстр гільдії Святого Луки. У 1618 році здійснив подорож до Риму. Про його подальше життя і кар'єру відомо небагато, але, по всій видимості, він жив в Гарлемі до самої смерті в 1661 році.
Нідерландський історик мистецтва, художник Арнольд Гаубракен в книзі «De groote schouburgh der Nederlantsche konstschilders en schilderessen» пише, що у Пітера де Молейна був син, теж Пітер — талановитий художник, учень батька.
Молодший Пітер де Молейн поїхав в Італію, оселився в Римі, де став членом товариства художників «Перелітні птахи» (Bentvueghels), підписував свої картини псевдонімом Темпест (Pietro Tempesta). В основному, на своїх картинах зображав сцени полювання і анімалістичні композиції в стилі Франса Снейдерса.
Розвиток його успішної кар'єри було перервано після вбивства дружини, за яке він провів в генуезької в'язниці 16 років. У 1684 його випустили на свободу під час обстрілу міста Генуя французами в ході релігійних воєн. Втік у Парму, де прожив до кінця життя, продовжуючи писати картини.

## Творчість
Пітер де Молейн — автор пейзажів, портретів, архітектурних зображень, батальних і жанрових полотен. Крім того, написав ряд картин в жанрі марини.
Сьогодні, поряд з нідерландськими художниками Якобом ван Рейсдалом і Яном ван Гоєном, вважається провідним майстром пейзажного живопису Нідерландів. Представник так званого тонального пейзажу, що з'явився в кінці двадцятих років XVII ст.
Одна з його картин, «Піщана дюна», що зберігається в музеї герцога Антона Ульріха в Брауншвейгу, мабуть, є найбільш раннім твором живописця. Картини майстра відрізняють оригінальні світлові ефекти і чуттєві, ліричні інтерпретації.
Пітер де Молейн був активним графіком, присвячується малюнку навіть більше часу, ніж живопису. Їм створено також ряд чудових літографій.
Виховав багатьох учнів, серед яких були Герард Терборх Старший і його син Герард Терборх, Ян Куленбір, Алларт ван Евердінген, Ян Вілс та інші.

## Галерея

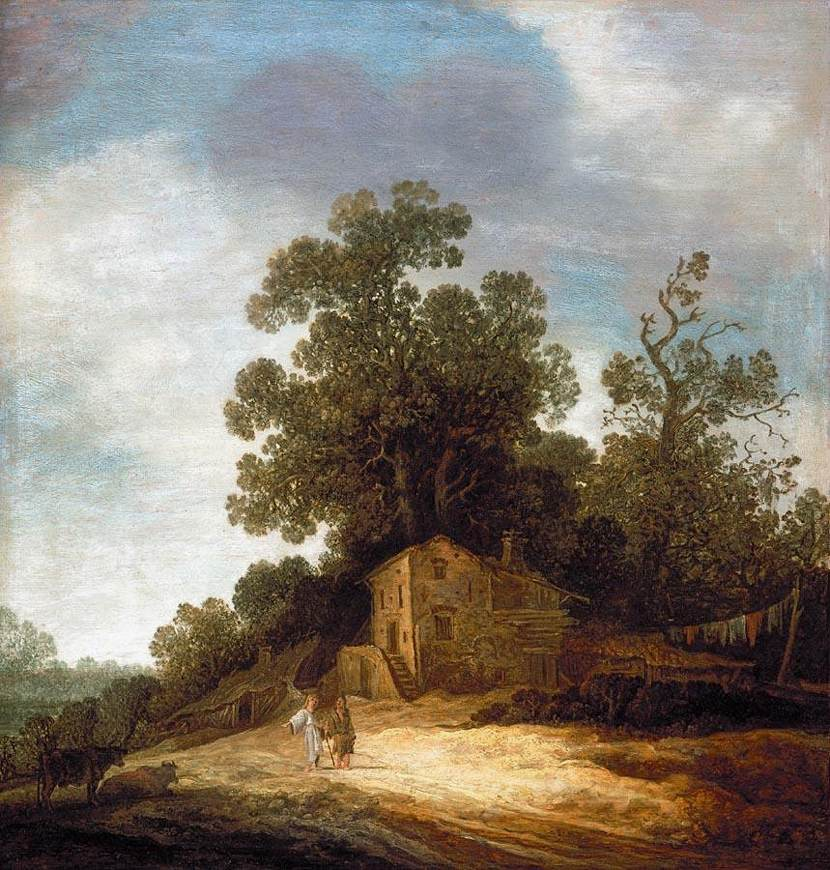
Пасторальний пейзаж з Тобіасом і ангелом. 1654
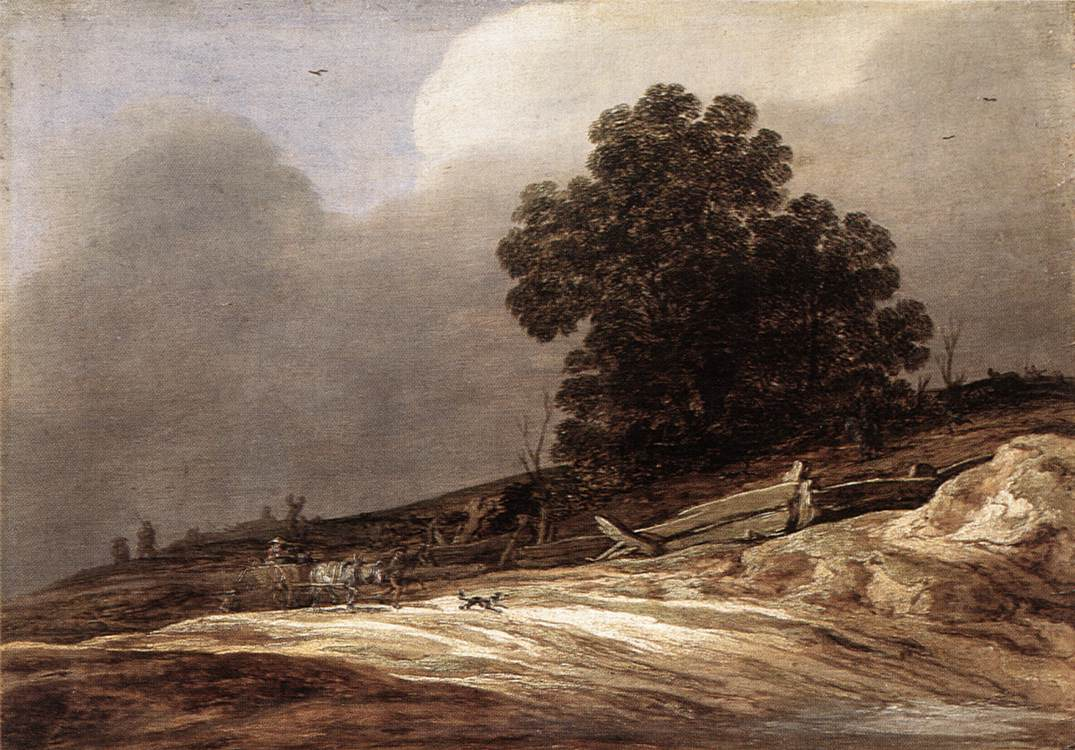
Піщана дюна. 1656. Музей герцога Антона Ульріха. Брауншвейг
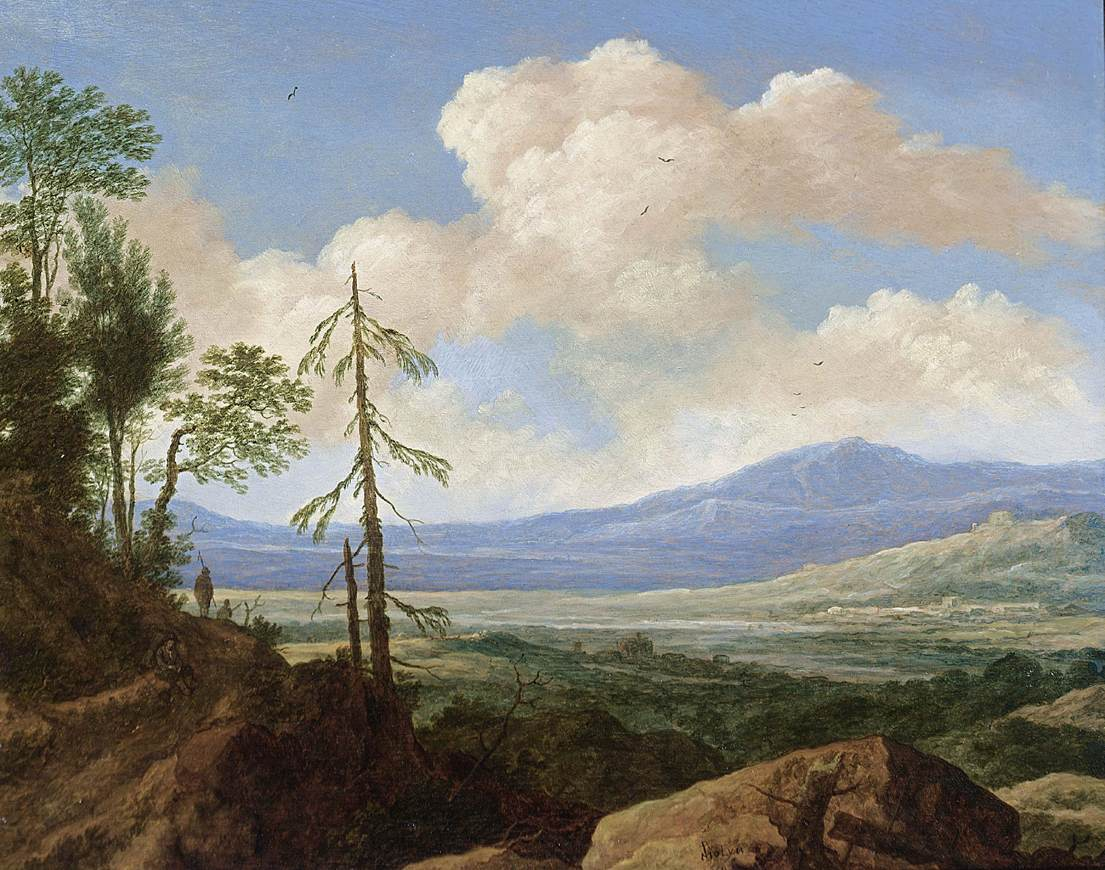
Панорамний горбистий краєвид. 1654.
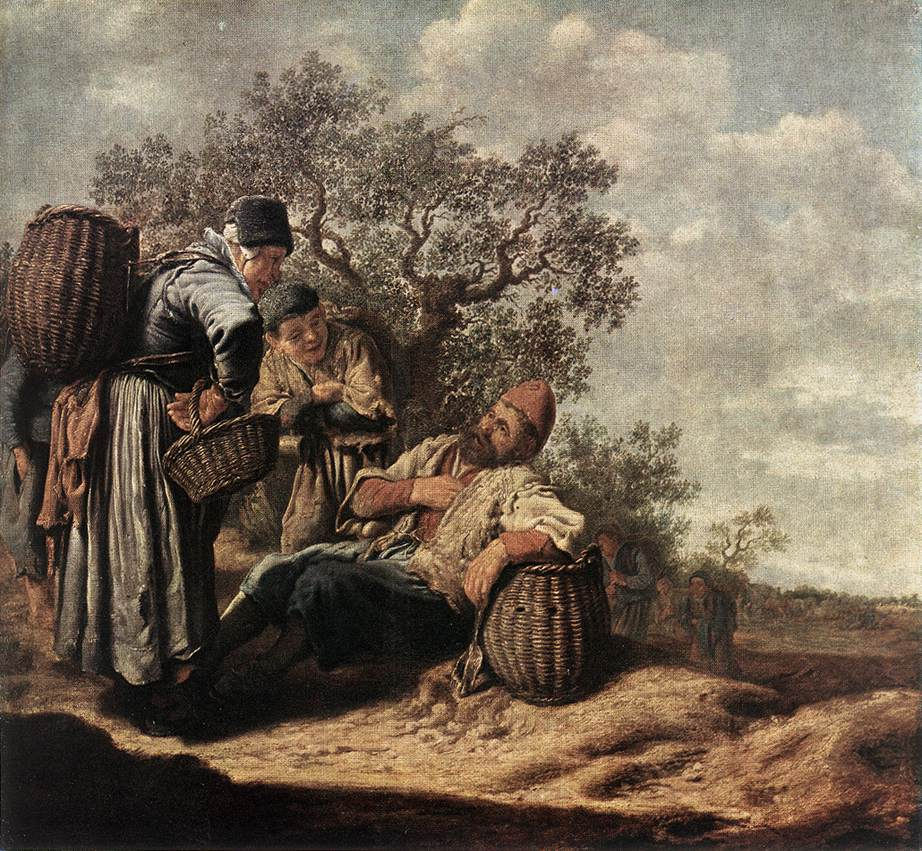
Пейзаж з селянами. Музей образотворчих мистецтв (Будапешт)